# 2022년 아시안 게임 필리핀 선수단
 필리핀은 2023년 9월 23일부터 10월 8일까지 중화인민공화국 항저우에서 열린 아시안 게임에 참가했다.

## 같이 보기
- 2020년 하계 올림픽 필리핀 선수단